# Jacques-Marie d'Astorg
Pour les articles homonymes, voir Astorg.
Jean Jacques Marie, comte d'Astorg et de Roquepine, baron de Montégut (ou Montaigu) (12 juin 1752 - Castillon-Massas ✝ 28 janvier 1822 - Auch), est un militaire français des XVIIIe et XIXe siècles.

## Biographie

### Famille
Jacques-Marie d'Astorg était le fils Jean-Charles d'Astorg, seigneur d'Aubarède, et de Louise Antoinette de Galard Terraube. Cette famille d'Astorg descend de Pierre d'Astorg, seigneur de Montbartier, capitoul de Toulouse en 1392, 1393, 1406, 1415 et 1427, marié à Firmens de Rabastens, fille de Pierre-Raymond, seigneur de Mézens; son arrière-petit-fils Antoine II d'Astorg, seigneur de Montbartier, Écaupont, Nizan, Lodès, épouse en premières noces Jeanne-Catherine de Lomagne qui lui donne un fils Bernard d'Astorg, chevalier de l'Ordre de Saint-Michel, qui donne la suite de la branche aînée de Montbartier, éteinte à la fin du  XVIIIe siècle, et en secondes noces en 1553 avec Gabrielle de Goyrans, fille de Savary, et de Catherine de Mauléon, dont est issue la branche d'Aubarède qui est subsistante.

### Carrière sous l'Ancien Régime et la Révolution
Il fut successivement sous-lieutenant de cavalerie au régiment de Noailles (1768), capitaine de cavalerie, capitaine de dragons au régiment de Belsunce (1774), lieutenant-colonel de cavalerie, sous-lieutenant des gardes du corps du roi (compagnie de Luxembourg). Il est franc-maçon, membre de la loge La candeur (1776-1777) puis de La Société olympique (1786), et reçoit la croix de Saint-Louis en 1788.
Le comte d'Astorg émigra, et fit à l'armée de Condé toutes les campagnes de cette armée. Il y avait formé un régiment de cavalerie, les chasseurs d'Astorg, qu'il commanda jusqu'à sa dissolution en 1801, date à laquelle il est maréchal de camp.

### Sous l'Empire
Il rentre alors en France, après dix ans d'absence, mais il est considéré comme suspect et interdit de séjour hors du secteur de Toulouse-Saint-Gaudens. Mais Napoléon a besoin d'officiers et, avec l'aide de Joséphine, Jean Jacques Marie obtient un poste de capitaine de la gendarmerie d'élite à Cassel. Le roi de Westphalie, Jérôme Bonaparte, l'intègre alors à son armée avec le grade de colonel. Mais son état de santé l'oblige bientôt à démissionner.

### Sous la Restauration
Il fut, lors de la première Restauration, nommé lieutenant de la compagnie écossaise des gardes du corps, et ensuite commandant du département de Seine-et-Marne.
En 1815, il fit la « campagne de Gand ». Lieutenant-général des armées du roi le 26 octobre 1815, commandeur de Saint-Louis, il a été mis en retraite, en 1816, avec le brevet de lieutenant-général, à l'âge de 67 ans : il se retire alors dans son château de Barbazan qu'il a pu racheter et où il demeure, solitaire, jusqu'à sa mort survenue lors d'une visite à sa sœur, à Auch, le 28 janvier 1822.
- Il avait épousé, le 13 janvier 1783, par contrat signé du Roi et de la Famille Royale, Marie-Thérèse-Louise  (1763-1828), fille de Marie Jérôme Eon, comte de Cély ( ✝ après 1814), maréchal des camps et armées du roi, inspecteur général de ses troupes l'infanterie, et de Marie-Jeanne Dufos de Méry. Ensemble, ils eurent :
  - Adrien, comte d'Astorg (1783-1849), lieutenant-général ;
  - Eugène, comte d'Astorg (1787-1852), lieutenant-général, membre de la Chambre des pairs ;
  - Pulchérie Anne, morte jeune.

## Distinctions
- Commandeur de l'Ordre royal et militaire de Saint-Louis

## Armes
| Image | |
| ----- | --- |
|       | Armes primitives de la maison d'Astorg, marquis de Roquepine, comtes de Barbasan : D'or, à l'aigle de sable. Devise : « Nihil me payet ». |